# Bobby Adekanye
Habeeb Omobolaji Adekanye (Ibadán, 14 de febrero de 1999) es un futbolista nigeriano, nacionalizado de los Países Bajos, que juega como delantero en el Manisa F. K. de la TFF Primera División de Turquía.

## Trayectoria
El 5 de octubre de 2020 firmó con el Cádiz C. F. de la Primera División de España, cedido por la S. S. Lazio por una temporada. En enero de 2021, tras haber jugado cinco encuentros en la primera mitad del curso, la cesión se canceló y se marchó al ADO Den Haag para completar la campaña. En la segunda mitad del curso siguiente acumuló otra cesión, esta vez al F. C. Crotone.
Tras estar tres temporadas en la Lazio, firmó con el Go Ahead Eagles hasta 2024. Su etapa en el club, en la que jugó 81 partidos en los que marcó siete goles y dio once asistencias, finalizó en enero de 2025 después de ser traspasado al Amedspor. Allí completó la temporada y la siguiente se unió al Manisa F. K.

## Selección nacional
Es internacional en categorías inferiores con los Países Bajos.

## Estadísticas
Actualizado al último partido disputado el 10 de mayo de 2025.
| Club                           | Div.          | Temporada     | Liga  | Liga  | Copas nacionales | Copas nacionales | Copas internacionales | Copas internacionales | Total | Total |
| Club                           | Div.          | Temporada     | Part. | Goles | Part.            | Goles            | Part.                 | Goles                 | Part. | Goles |
| ------------------------------ | ------------- | ------------- | ----- | ----- | ---------------- | ---------------- | --------------------- | --------------------- | ----- | ----- |
| S. S. Lazio · Italia           | 1.ª           | 2019-20       | 11    | 1     | 1                | 0                | 3                     | 0                     | 15    | 1     |
| S. S. Lazio · Italia           | Total club    | Total club    | 11    | 1     | 1                | 0                | 3                     | 0                     | 15    | 1     |
| Cádiz C. F. · España           | 1.ª           | 2020-21       | 3     | 0     | 2                | 0                | —                     | —                     | 5     | 0     |
| Cádiz C. F. · España           | Total club    | Total club    | 3     | 0     | 2                | 0                | 0                     | 0                     | 5     | 0     |
| ADO Den Haag · Países Bajos    | 1.ª           | 2020-21       | 14    | 2     | —                | —                | —                     | —                     | 14    | 2     |
| ADO Den Haag · Países Bajos    | Total club    | Total club    | 14    | 2     | 0                | 0                | 0                     | 0                     | 14    | 2     |
| F. C. Crotone · Italia         | 2.ª           | 2021-22       | 4     | 0     | —                | —                | —                     | —                     | 4     | 0     |
| F. C. Crotone · Italia         | Total club    | Total club    | 4     | 0     | 0                | 0                | 0                     | 0                     | 4     | 0     |
| Go Ahead Eagles · Países Bajos | 1.ª           | 2022-23       | 31    | 6     | 2                | 0                | —                     | —                     | 33    | 6     |
| Go Ahead Eagles · Países Bajos | 1.ª           | 2023-24       | 30    | 0     | 2                | 0                | ―                     | ―                     | 32    | 0     |
| Go Ahead Eagles · Países Bajos | 1.ª           | 2024-25       | 13    | 1     | 1                | 0                | 2                     | 0                     | 16    | 1     |
| Go Ahead Eagles · Países Bajos | Total club    | Total club    | 74    | 7     | 5                | 0                | 2                     | 0                     | 81    | 7     |
| Amedspor Turquía               | 2.ª           | 2024-25       | 17    | 0     | ―                | ―                | ―                     | ―                     | 17    | 0     |
| Amedspor Turquía               | Total club    | Total club    | 17    | 0     | 0                | 0                | 0                     | 0                     | 17    | 0     |
| Manisa F. K. Turquía           | 2.ª           | 2025-26       | 0     | 0     | 0                | 0                | ―                     | ―                     | 0     | 0     |
| Manisa F. K. Turquía           | Total club    | Total club    | 0     | 0     | 0                | 0                | 0                     | 0                     | 0     | 0     |
| Total carrera                  | Total carrera | Total carrera | 123   | 10    | 8                | 0                | 5                     | 0                     | 136   | 10    |
| 1. 2.                          |               |               |       |       |                  |                  |                       |                       |       |       |

## Palmarés

### Campeonatos nacionales
| Título              | Club        | País   | Año  |
| ------------------- | ----------- | ------ | ---- |
| Supercopa de Italia | S. S. Lazio | Italia | 2019 |